# Marcin Zawada (teatrolog)
Marcin Zawada (ur. 19 stycznia 1970) − polski teatrolog, selekcjoner festiwali teatralnych, wykładowca, dziennikarz muzyczny i teatralny.

## Życiorys
Ukończył teatrologię na Uniwersytecie Jagiellońskim, metodykę nauczania języka angielskiego na Uniwersytecie Warszawskim oraz zarządzanie w instytucjach kultury na Polskiej Akademii Nauk. W latach 2006–2008 współtwórca i dyrektor artystyczny Praskiego Przeglądu Teatralnego Hajdpark w Teatrze Wytwórnia w Warszawie. W latach 2009–2015 roku selekcjoner i dyrektor artystyczny Międzynarodowego Festiwalu Teatralnego „Demoludy” w Olsztynie. W 2016 roku selekcjoner Międzynarodowego_Festiwalu_Teatralnego_„Kontakt” w Toruniu. Od 2017 roku dyrektor artystyczny Kieleckiego Międzynarodowego Festiwalu Teatralnego organizowanego przez Teatr im. Stefana Żeromskiego w Kielcach. 
Od 2017 roku wykłada historię musicalu oraz historię muzyki rozrywkowej na Akademii Muzycznej im. Grażyny i Kiejstuta Bacewiczów w Łodzi.
Od 2013 jest autorem i prowadzącym audycję Ten cały musical w Programie II Polskiego Radia. W latach 2017–2020 był zastępcą dyrektora Teatru Syrena w Warszawie. Pracował jako asystent reżysera m.in. przy spektaklach Krystiana Lupy „Persona. Marilyn” w Teatrze Dramatycznym m.st. Warszawy (2009) i „Persona. Ciało Simone” (2010) oraz Yany Ross „Koncert życzeń” (monodram Danuty Stenki – koprodukcja Międzynarodowego Festiwalu Teatralnego Boska Komedia w Krakowie), TR Warszawa i Teatr Łaźnia Nowa, „En hunds hjärta” (Psie serce) w Uppsala stadsteater (Szwecja) i „Jezioro” w TR Warszawa. W sezonie teatralnym 2011–2012 był członkiem komisji artystycznej Ogólnopolskiego Konkursu na Wystawienie Polskiej Sztuki Współczesnej, a w 2015 pracował jako juror w konkursie Teatr Polska organizowanym przez Ministerstwo Kultury i Dziedzictwa Narodowego oraz Instytut Teatralny. Publikował m.in. w miesięcznikach "Didaskalia" i "Teatr".

## Twórczość

### Książki
Tłumacz i współautor książek:
- W metafizycznej dziurze (2005)[9],
- Będę twoim lustrem. Wywiady z Warholem (2006)[10],
- Ten cały musical (2023)[11]

### Dramaty
Jest współautorem scenariusza spektaklu "Kajko i Kokosz. Szkoła latania" według komiksu Janusza Christy – premiera w Teatrze Syrena w 2021 roku.